# Philautus terebrans
Philautus terebrans és una espècie de granota que es troba a l'Índia.
Només es coneix per espècimens conservats en museu i recollits en una única localitat dels Ghats Occidentals, a Andhra Pradesh (coordenades 17° 47′ N, 82° 16′ E / 17.783°N,82.267°E).